# Botulinetoxine
Botulinetoxine (Clostridium botulinum-toxine) (BTX) is een neurotoxisch gif, dat door de bacterie Clostridium botulinum wordt geproduceerd. Andere bacteriën die botulinetoxine kunnen produceren zijn C.butyricum, C.baratii en C.argentinense. Het is een eiwit dat op zenuwcellen inwerkt. Voedsel dat besmet is met deze bacteriën kan, door de aanwezigheid van botulinetoxine, botulisme veroorzaken.
Botulinetoxine is het meest potente gif dat bekend is, met een LD50 van 0,2 ng/kg bij mensen (is gelijk aan 1 unit), maar de stof wordt ook medisch en cosmetisch gebruikt.

## Geschiedenis
Al in de 10e eeuw zijn er bronnen die (een deel van) de symptomen van botulisme beschrijven. Het eerste, goed gedocumenteerde onderzoek naar botulisme is dat van de Duitser Justinus Kerner, die dit onderzoek tussen 1817 en 1822 uitvoerde. Kerner kwam op het spoor van het gif door het overlijden van verschillende groepen mensen aan voedselvergiftiging na het eten van besmette worst, maar kwam niet verder dan de definitie ‘worst-gif’. Wel begreep hij op basis van zijn experimenten dat het ging om een neurotoxine en vergeleek het effect op zenuwen met dat van roest op een elektrische geleider. Kerner bedacht ook de mogelijke therapeutische toepassing voor het gif.
Na de ontdekkingen van Kerner is er bijna tachtig jaar nauwelijks vooruitgang geboekt, totdat in 1895 een groep begrafenismuzikanten ziek werd na het eten van gerookte ham. Microbioloog Émile Pierre Marie Van Ermengem (een oud-medewerker van Robert Koch), ontdekte in de ham en in histologische preparaten van de milt van enkele overleden muzikanten een nog onbeschreven anaerobe bacterie. Hij noemde deze bacterie Bacillus botulinus, wat later bijgesteld werd tot Clostridium botulinum.
Vanwege het werk van Kerner en Van Ermengem werd aangenomen dat botulisme alleen kon voortvloeien uit het eten van besmet vlees of vis, maar in 1904 werd in Duitsland een botulisme-uitbraak veroorzaakt door ingeblikte witte bonen. Bij vergelijking bleken deze bacteriën significant te verschillen en ook toxines bleken verschillende serotypen te hebben. Pas in 1919 kregen deze bacteriënstammen de namen A en B, die nu nog steeds gebruikt worden.
Vanaf de jaren 20 van de 20e eeuw is geprobeerd de toxine te isoleren. Dat is voor type A in 1946 gelukt door toedoen van twee afzonderlijke onderzoeksgroepen. In de loop van de jaren 50 en 60 werden ook de serotypen B t/m E opgezuiverd. F en G volgden in de decennia erna.
In 1968 deed Alan B. Scott experimenten op primaten om de mogelijkheden van botuline A als geneesmiddel te testen. In 1989 werd Botuline A door de FDA goedgekeurd voor toepassing in de VS bij strabismus en diverse lokale spierspasmen. In 2000 volgde haar goedkeuring van botuline B voor therapeutische toepassing en in 2002 is gebruik van botuline A voor cosmetische doeleinden toegestaan.

## Medische en cosmetische toepassingen
Botulinetoxine wordt voor verschillende toepassingen in de medische wereld gebruikt. Verreweg de meest bekende toepassing is de cosmetische, waarbij mensen een zogenaamde "botoxbehandeling" ondergaan. Naast het gebruik voor cosmetische doeleinden wordt botuline ook gebruikt bij de behandeling van aandoeningen met verhoogde spierspanning en onwillekeurige spieractiviteit. Voorbeelden zijn spasticiteit, dystonie, vaginisme strabisme en hyperhidrose.

### Cosmetische toepassing
Een ander toepassingsgebied is de cosmetische chirurgie.
Bij toeval is in 1987 ontdekt dat botulinetoxine een middel is tegen rimpels en wordt het medisch en cosmetisch toegepast. Hiervoor wordt gebruikgemaakt van een zeer lage concentratie gezuiverde botulinetoxine die de signaaloverdracht van de aansturende zenuw naar de spier tijdelijk stillegt. Daarmee kan een arts spierspanning tegengaan en op deze manier bijvoorbeeld rimpels verzachten. Een behandeling duurt gemiddeld 5 tot 15 minuten. Het meest bekende merk is Botox, een samentrekking van ‘botulinetoxine’. De stof is ook onder diverse andere merknamen op de markt zoals BoCouture, Azzalure, Xeomin, Vistabel en Dysport.
Cosmetisch wordt de stof toegepast om de aangezichtsspieren selectief tijdelijk te verlammen en zodoende rimpelvorming te onderdrukken. Zo'n behandeling behoudt haar werking gedurende ca. 3-4 maanden. De prijs die hiervoor wordt betaald is een minder expressief gelaat.
Botuline mag worden toegediend aan volwassenen tussen de 18 en 65 jaar oud, onder andere voor de tijdelijke vermindering van rimpels in het gebied tussen en boven de wenkbrauwen. Toediening mag in Nederland alleen worden gegeven door artsen, maar dit hoeft niet in een ziekenhuis te gebeuren. Cosmetische behandelingen worden dan ook vaak uitgevoerd in privéklinieken. Door de fabrikant wordt afgeraden om vaker dan eens in de drie maanden een behandeling met botuline te ondergaan. Het effect van een behandeling houdt meestal tussen de 1 en 6 maanden aan.
Voordat botuline wordt ingespoten, dient er eerst een verdunning gemaakt te worden. Een flesje met 50 units Botox wordt gemengd met 1,25 ml 0,9% NaCl-oplossing, een 100 unit flesje met 2,50 ml. Zo ontstaat een uiteindelijke concentratie van 4 units per 0,1 ml. Boven elke wenkbrauw worden 2 doseringen van 0,1 ml ingespoten, de 5de dosis precies tussen de wenkbrauwen in. Per behandeling worden dus 20 units ingespoten.

#### Botox-bijeenkomst
Een trend die in aan het begin van de eenentwintigste eeuw opkwam was het houden van een botox party. Hierbij komt een arts naar een gezellige bijeenkomst en geeft de aanwezigen, tegen betaling, een botoxbehandeling. Dit is mogelijk doordat een behandeling relatief gemakkelijk te verrichten is.

### Medische toepassingen
Botulinetoxine type A is de werkzame stof van de preparaten Botox, Dysport en Xeomin. Botulinetoxine type B is de werkzame stof van Neurobloc. Het toxine wordt door producent Allergan Inc. (ged. handelsmerk Botox) of Ipsen (ged. handelsmerk Dysport) of Merz (ged. handelsmerk Xeomin) geproduceerd in kweken van Clostridium botulinum en geëxtraheerd uit de bacteriën door middel van dialyse en zuivering. Vervolgens wordt het in een oplossing met natriumchloride en humaan albumine steriel verpakt in flesjes. Er zijn flesjes met 50 en 100 units botuline te krijgen. Één unit staat gelijk aan de LD50 bij muizen na intraperitoneale toediening, namelijk 0,2 ng/kg lichaamsgewicht. De precieze concentratie botuline in een flesje Botox of Dysport wordt door de fabrikanten geheimgehouden. Deze middelen worden in de geneeskunde gebruikt voor verschillende indicaties, zoals bepaalde vormen van dystonie (cervicale dystonie, blepharospasme), hyperhidrose en migraine, en is in onderzoek bij problemen met de sfincter (kringspier), bijvoorbeeld bij problemen met het ledigen van de blaas. Het wordt toegediend door middel van een plaatselijke injectie.
Botuline wordt in de geneeskunde door neurologen en revalidatieartsen gebruikt om spastische spieren te laten ontspannen, bijvoorbeeld bij patiënten die een hersenberoerte hebben gehad.
Patiënten met blefarospasme hebben last van spontane samentrekkingen van de ooglidspieren. Hierdoor knipperen ze vaak (hard) met hun oogleden. Door het inspuiten van een kleine hoeveelheid botulinetoxine in de spieren rond de ogen, worden de spieren verlamd en verdwijnen deze spiersamentrekkingen. Patiënten met nekdystonie hebben een neurologische aandoening en daardoor last van motorische stoornissen, aanhoudende samentrekking van spieren of spiergroepen en/of herhaalde bewegingen in de nek. Behandeling met botulinetoxine A zorgt ervoor dat de verkrampingen minder worden, met als gevolg dat de patiënt minder pijn in zijn nek heeft. Patiënten die scheelzien kunnen ook behandeld worden met botulinetoxine. Bij deze behandeling wordt het botulinetoxine in een kleine dosis ingespoten in de spieren rondom het oog. Deze behandeling is veel minder ingrijpend dan een operatie waarbij de oogspieren chirurgisch worden verplaatst. Mensen die lijden aan hevige okselhyperhidrose zweten overmatig onder de oksel. Een behandeling met botulinetoxine zorgt ervoor dat door middel van een serie kleine injecties het vrijkomen van de neurotransmitter acetylcholine uit de zenuwcellen wordt geblokkeerd, waardoor het signaal dat naar de zweetklieren gaat om meer zweet te produceren stopt. Er worden experimentele studies gedaan naar de mogelijke effecten van botuline-injecties bij patiënten met migraine of een whiplash. Botulinetoxine wordt daarnaast geïnjecteerd in de spieren van de slokdarmwand als behandelingsmethode tegen de effecten van achalasie. Een andere aandoening is Retrograde Cricofaryngeale Dysfunctie, afgekort als R-CPD. Het is een aandoening aan de bovenste sluitspier bij de slokdarm. Botulinetoxine blijkt als een van de weinige behandelingen effectief om de klachten drastisch te verminderen of zelf te genezen.

### Boetes voor aanprijzen van niet-geregistreerd gebruik
Voor het promoten van het off-label-gebruik bij migraine kreeg de firma Allergan een boete in de VS van 600 miljoen dollar. In Nederland legde de IGZ een boete op van 45000 euro.

### Negatieve effecten en contra-indicaties
Behandelingen met botuline worden afgeraden wanneer de persoon ontstekingen heeft op de injectieplaatsen, of wanneer hij of zij overgevoelig is voor een van de ingrediënten van het mengsel. Overgevoeligheidsreacties na behandeling met botulinetoxine komen zelden voor. Symptomen van deze reacties zijn anafylaxie, netelroos en kortademigheid. Wanneer de persoon lijdt aan neurologische ziektes, in het bijzonder ziektes die te maken hebben met de motorische neuronen, wordt afgeraden om een behandeling met botulinetoxine te ondergaan. Effecten van een botulinetoxinebehandeling bij deze mensen kunnen moeilijkheden met slikken en ademhalingsproblemen zijn. Verder zijn er gevallen bekend van mensen met cardiovasculaire aandoeningen die te maken kregen met hartritmestoornissen en myocardinfarcten. Doordat er tijdens de productie van botulinetoxine humaan albumine wordt toegevoegd, bestaat er een risico dat er virussen worden doorgegeven door de behandeling met botulinetoxine. Screening van donoren en processen tijdens de fabricatie maken dit risico zo klein mogelijk. Na een behandeling kunnen de cliënten last krijgen van ptosis, hoofdpijn, longontsteking en misselijkheid. Minder frequent optredende symptomen zijn pijn rond de injectieplekken, erytheem, een prikkelende of gevoelloze huid en spierzwakte. Dit laatste treedt op als het toxine zich verspreidt door de weefsels die zich rond de injectieplaats bevinden. Botuline wordt afgebroken door het immuunsysteem, er worden antilichamen tegen gemaakt. Hierdoor zwakt de werking van botox geleidelijk af. Uit sommige studies blijkt dat een herhaalde toediening van botox de respons van het immuunsysteem versnelt, zeer waarschijnlijk door de aanmaak van B-geheugencellen.

### Ongelukken
Bij een ongeluk in 2004 in de VS kregen een aantal mensen in een kliniek een verkeerde dosis. Naar aanleiding hiervan heeft de FDA een onderzoek gedaan, waaruit bleek dat ongeveer 1000 personen een goedkopere vervanger hadden gekregen die niet voor mensen gebruikt mocht worden. Hieraan overleden 28 mensen.

## Synthese, structuur en werking
Het toxine bestaat uit twee polypeptideketens, een 'zware keten' van 100 kDa (kilodalton) die door een disulfidebinding gekoppeld is aan een lichte keten van 50 kDa. De niet-toxische eiwitten bestaan uit hemagluttinerende en niet-hemagluttinerende eiwitten. Botuline wordt in de cel opgenomen bij de pre-synaptische membraan door endocytose, waarna de lichte keten, die een enzym is, een van de SNARE-eiwitten klieft en dit zo onwerkzaam maakt. Hierdoor wordt exocytose van acetylcholine bevattende vesikels (die de zenuwimpuls overdragen naar de motorische eindplaat van de spier) onmogelijk. Hierdoor kan de spier niet meer worden geactiveerd en ontstaat een slappe verlamming. Voor het uitschakelen van een motorische eindplaat is 1 molecuul botuline genoeg.

### Synthese
Botulineneurotixines (BoNT’s) worden geproduceerd door de bacterie Clostridium botulinum als “single chain”-eiwitten (het eiwit bestaat uit een enkele keten aminozuren) van ongeveer 150 kilodalton (kDa). Deze eiwitten kunnen opgedeeld worden in 7 toxinotypes, namelijk BoNT/A t/m BoNT/G, waarvan de types A, B en E toxisch zijn voor mensen. Wanneer de toxines gesynthetiseerd zijn, worden deze geëxporteerd buiten de bacterie. Hier wordt de keten gekliefd in een “light chain” (Lc, ongeveer 50 kDa) en “heavy chain” (Hc, ongeveer 100 kDa). De twee ketens blijven met elkaar verbonden via een disulfidebinding.

### Werkingsmechanisme
De heavy chains van BoNT’s binden aan de presynaptische membraan van neuronen. Hiervoor is het C-terminale einde van de Hc verantwoordelijk, terwijl het N-terminale einde van de Hc zorgt voor translocatie van de light chain over het membraan (de light chain komt zo in het cytosol). Het N-terminale uiteinde van de Hc is goed geconserveerd in de zeven verschillende toxinotypes, terwijl het C-terminale einde per toxinotype verschilt. De heavy chains van BoNT’s binden aan de celmembraan via een receptor. De heavy chains van de verschillende BoNT’s hebben waarschijnlijk verschillende receptoren, maar de manier van binding en de structuur van deze receptoren is nog niet bekend voor alle toxinotypes. Van BoNT/A is bekend dat de heavy chain bindt aan sphingomyeline-rijke delen van de membraan waarop fosfoinositides (PIP’s, belangrijke intermediairen voor groeifactor- en vesiculair transport) voorkomen. Uit ander onderzoek is gebleken dat de heavy chain van BoNT/D bindt aan fosfatidylethanolamine (PE), een lipide dat zich bevindt in de membraan. Het verschil in werking tussen de zeven toxinotypes van BoNT zit in de light chain. De light chain werkt als een zink-afhankelijke endopeptidase en klieft eiwitten van de SNARE families, waar door de Ca++-gestimuleerde fusie van een synaptisch blaasje (met neurotransmitter) met de presynaptische membraan verstoord wordt. BoNT/B, BoNT/D, BoNT/F en BoNT/G klieven specifiek het “vesicle associated membrane protein” of VAMP in het kort. Dit is een membraaneiwit voor kleine transportblaasjes en het wordt geknipt op verschillende enkelvoudige peptidebindingen. De andere BoNT’s hebben specifieke eiwitten als doelwit. BoNT/A en BoNT/E zijn verantwoordelijk voor het klieven van het synaptosome-associated protein (SNAP-25) en het specifieke doelwit voor BoNT/C is synapsin. Synapsins zijn eiwitten die verantwoordelijk worden geacht voor het reguleren van de hoeveelheid beschikbare synaptische blaasjes. Het uiteindelijke gevolg van het klieven van deze eiwitten, gerelateerd aan neurotransmitter release, is dat er geen (of beperkte) neurotransmitterafgifte plaatsvindt.

## Metabolisme
Er is weinig bekend over de toxicokinetiek van botuline. Wel is duidelijk dat het een hoge affiniteit heeft voor neuronen en dat er geen sprake is van metabole activatie. Dat wil zeggen dat het hele molecuul, zoals het in de bacterie gesynthetiseerd wordt, een toxische werking heeft. Wel is bekend dat een vergiftiging met botulinetoxine in de mens leidt tot activatie van het immuunsysteem en antistofproductie tegen het gif. Bij een mogelijke tweede vergiftiging kan het lichaam sneller reageren, omdat er B-geheugencellen aanwezig zijn.

## Preventie en behandeling
Het toxine wordt door koken vrij snel geïnactiveerd. Tegen het toxine bestaan antisera die vrij effectief zijn. Deze schakelt het toxine uit, maar herstelt de neuronen die al zijn aangedaan niet. Het kan nodig zijn de vitale functies (ademhaling) te ondersteunen tot de spierfunctie hersteld is, wat weken kan duren.

## Biologisch wapen

Het internationale biohazard-symbool.

Door de hoge toxiciteit lijkt BTX erg geschikt te zijn als biologisch wapen. Personen die zijn blootgesteld hebben langdurig zorg nodig (beademing). Verder is het niet moeilijk te produceren als een staat de goede faciliteiten heeft. Ook is het makkelijk te vervoeren en is de opgeloste stof in de te gebruiken concentraties kleur-, geur- en smaakloos. Bekend is dat Japan, de Verenigde Staten, Duitsland en de Sovjet-Unie BTX geproduceerd hebben om te gebruiken als wapen.
Onderzoek naar BTX als wapen begon in de jaren 30 in Japan. 10 jaar later begonnen ook de VS en Duitsland hier onderzoek naar. De naam waaronder onderzoek naar BTX gedaan was in de VS: Agent X. Naar aanleiding van het Verdrag biologische wapens zijn in 1975 alle voorraden in de VS vernietigd. Deze conventie was ook getekend door Rusland en Irak, deze zijn echter doorgegaan met onderzoek en opbouwen van voorraden tot in de jaren 90.
In 1995 heeft Irak bekendgemaakt dat het de beschikking had over ten minste 11.000 liter botulinetoxine in speciaal daarvoor geprepareerde SCUD-raketten.

## Terrorisme
Vanwege deze extreme giftigheid is botuline een van de stoffen waar deskundigen in chemische/biologische oorlogsvoering zich zorgen over maken in verband met terroristische aanslagen. Doordat weaponized BTX erg gevaarlijk is, is het een Category A biological warfare agent. Dit is de zwaarste categorie, en hier mag alleen in BSL-4 worden gewerkt. Dit is ook een van de redenen dat terroristen nog nooit een aanslag hebben gepleegd met BTX, doordat de kosten van de productie erg hoog zijn. Het produceren van weapons-grade-BTX is ook erg gevaarlijk voor de producent. Verder is expertise nodig op het gebied van microbiologie.
Tussen 1990 en 1995 heeft de Japanse sekte Aum Shinrikyo geprobeerd botulinetoxine te gebruiken voor drie verschillende aanslagen. Deze zijn echter mislukt.
Mocht een aanslag lukken, dan zijn de gevolgen erg groot. Niet alleen zal het aantal doden hoog zijn, ook zal het aantal slachtoffers snel toenemen, doordat ziekenhuizen niet de capaciteit hebben om de slachtoffers de medische zorg te geven die nodig is, zoals de langdurige beademing.